# Comuna Vasîlivka, Poltava
Vasîlivka (în ucraineană Василівка) este o comună în raionul Poltava, regiunea Poltava, Ucraina, formată din satele Male Ladîjîne, Vasîlivka (reședința) și Velîke Ladîjîne.

## Demografie
Componența lingvistică a comunei Vasîlivka
     Ucraineană (95,94%)
     Rusă (4,06%)
Conform recensământului din 2001, majoritatea populației comunei Vasîlivka era vorbitoare de ucraineană (95,94%), existând în minoritate și vorbitori de rusă (4,06%).